# حزب سوسیال‌دموکرات اتریش

حزب سوسیال‌دموکرات اتریش (به آلمانی Sozialdemokratische Partei Österreichs) حزبی سیاسی سوسیال دمکرات در اتریش است.
حزب در سال ۱۸۸۸ ایجاد شد. در پی استعفای صدراعظم پیشین اتریش ورنر فایمان،  از سال ۲۰۱۶ کریستین کرن (Christian Kern) رهبر حزب است که همزمان مقام صدراعظمی اتریش را نیز برعهده دارد. شاخه جوانان حزب Sozialistische Jugend Österreich نام دارد.
در انتخابات مجلس ۲۰۰۲ حزب ۱ ۷۹۲ ۴۹۹ رای (۳۶٫۵۱٪, ۶۹ کرسی) دریافت کرد. در انتخابات ریاست جمهوری اتریش ۲۰۰۲ نامزد حزب، هانس فیشر (Heinz Fischer) با کسب ۲ ۱۶۶ ۶۹۰ رای (۵۲٫۴٪) برنده شد.
حزب۷ کرسی در مجلس اروپا دارد. این حزب در انتخابات مجلس اتریش در سال ۲۰۰۶ میلادی با اکثریت نسبی آرا به برتری دست یافت و در پی آن آلفرد گوزنباور رهبر حزب به صدراعظمی اتریش رسید.
حزب به سوسیالیست اینترناسیونال وابسته است.